# Oiceoptoma
Oiceoptoma is een geslacht van kevers uit de familie aaskevers (Silphidae). In Nederland komt slechts één soort voor, de oranje aaskever (Oiceoptoma thoracicum), een zwarte aaskever met een oranje halsschild.